# Música del Romanticismo
En la música, el Romanticismo fue un período que transcurrió, aproximadamente, entre los años 1810 y la primera década del siglo XX, y suele englobar toda la música escrita de acuerdo a las normas y formas de dicho período.
El Romanticismo musical es un período de la música académica que fue precedido por el Clasicismo y seguido por el Impresionismo. Está relacionado, por supuesto, con el Romanticismo en otras disciplinas: la corriente de cambios en Literatura, Bellas Artes y Filosofía, aunque suele haber ligeras diferencias temporales dado que, el Romanticismo en aquellas Artes y en la Filosofía, se suele reconocer entre los años 1780 y 1840.
El Romanticismo como movimiento global en las Artes y la Filosofía tiene como precepto que la verdad no podía ser deducida a partir de axiomas y que, en el mundo, había realidades inevitables que solo se podían captar mediante la emoción, el sentimiento y la intuición. La música del Romanticismo intentaba expresar estas emociones hacia una persona u objeto al cual quiere o aprecia.

### Ópera romántica (1800-1929)
La ópera tendió a mezclar entre las formas establecidas en el barroco o el clasicismo. Este proceso alcanzó su apogeo con las óperas de Wagner, en las cuales la música se organiza en un flujo musical continuo, sin la clara división de arias, coros, recitativos, etc., propia de las ópera anteriores.
También ocurrieron otros cambios. Los castrati desaparecieron y por tanto los tenores adquirieron roles más heroicos y los coros se tornaron más importantes. Cuando acabó este periodo, el verismo se popularizó en Italia retratando, en la ópera, escenas realistas más que históricas o mitológicas. En Francia, la tendencia también se acogió y quedaron ejemplos populares como Carmen de Bizet.
Muchos compositores del Romanticismo, a partir de la segunda mitad del siglo XIX, escribieron música nacionalista, que tenía alguna conexión particular con su país. Esto se manifestó de varias maneras. Los temas de las óperas de Mijaíl Glinka, por ejemplo, son específicamente rusos, mientras que Bedřich Smetana y Antonín Dvořák utilizaron ritmos y temas de las danzas y canciones populares checas. A finales del siglo XIX, Jean Sibelius escribió Kullervo, música basada en la épica finlandesa (el Kalevala) y su pieza Finlandia se convirtió en un símbolo del nacionalismo finés.

### El elemento vocal en la música romántica
La época del Romanticismo no fue un siglo de grandes composiciones vocales. Subsistieron todavía una serie de compositores a capela, exquisitos y refinados, como Mendelssohn y Brahms, que lograron efectos de armonía y cromatismo inconcebibles en el siglo XVI, que fue la edad florida del estilo a capela. Especialmente, en Alemania, el medio para conseguir este refinamiento fueron las composiciones corales para hombres, las cuales, sin embargo, no debieron su impulso a razones puramente artísticas, pues se convirtieron en expresión del nacionalismo o de las actividades partidistas, mientras que el resto de las manifestaciones de base vocal cayeron en desuso. Los grandes adalides del período romántico no pensaron, ni por un momento, en componer obras para la iglesia y contribuir así a que se escucharan los versículos de la Biblia que glorificaran a Dios.
Se escribieron oratorios religiosos y profanos, como Elías de  Félix Mendelssohn y El paraíso y la peri de Robert Schumann. Brahms escribió Un réquiem alemán, obra religiosa con texto totalmente en alemán. También se escribieron misas y otras obras religiosas. El Ave María de Schubert es un lied para canto y piano.

### Instrumentación
Como en otros períodos, la instrumentación se adaptó a los requerimientos musicales del período. Compositores como Hector Berlioz, orquestaron sus obras de una forma nunca antes escuchada, dándole una nueva prominencia a los instrumentos de viento. El tamaño de la orquesta estándar aumentó y se incluyeron instrumentos tales como el piccolo y corno inglés, que antes se utilizaban muy ocasionalmente. Mahler escribió su octava sinfonía, conocida como la "Sinfonía de los mil" por la masa orquestal y coral que se requiere para interpretarla.
Además de necesitar una orquesta más grande, las obras del Romanticismo se tornaron más largas. Una sinfonía típica de Haydn o Mozart, compositores del clasicismo, puede durar aproximadamente veinte o veinticinco minutos. Ya la tercera sinfonía de Beethoven, que se suele considerar como del Romanticismo inicial, dura alrededor de cuarenta y cinco minutos. Y esta tendencia creció notablemente en las sinfonías de Anton Bruckner y alcanzó sus cotas máximas en el caso de Mahler, con sinfonías que tienen una hora de duración (como es el caso de la primera y la cuarta) hasta sinfonías que duran más de una hora y media (como la tercera u octava).
Por otro lado, en el Romanticismo creció la importancia del instrumentista virtuoso. El violinista Niccolò Paganini fue, no solo una de las estrellas musicales de principios del siglo XIX sino también el primer gran virtuoso reconocido a nivel mundial. Liszt, además de ser un notable compositor, fue también un virtuoso del piano, muy popular. Durante las interpretaciones de los virtuosos, solían destacar más ellos que la música que estaban interpretando.
Estos son algunos de los instrumentos que aparecen en el Romanticismo:
Viento
Contrafagot: Especie de fagot de grandes dimensiones, cuyos sonidos se producen a la octava grave del fagot ordinario.
Saxofón: Instrumento de viento compuesto de un tubo cónico de metal encorvado en forma de U, con varias llaves y una boquilla de madera y caña. Los hay de varios tamaños.
Corno inglés: Instrumento de viento, más grande y de sonido más grave que el oboe.
Tuba: Instrumento de viento de grandes proporciones y de sonoridad voluminosa y grave.
Cuerda
Piano: Aunque ya existía en el Clasicismo, el piano es el gran instrumento del romanticismo. Permite la mayor expresividad a los compositores, que son, muchas veces, virtuosos de este instrumento.

## Cronología

### Las raíces clásicas del Romanticismo (1780-1815)

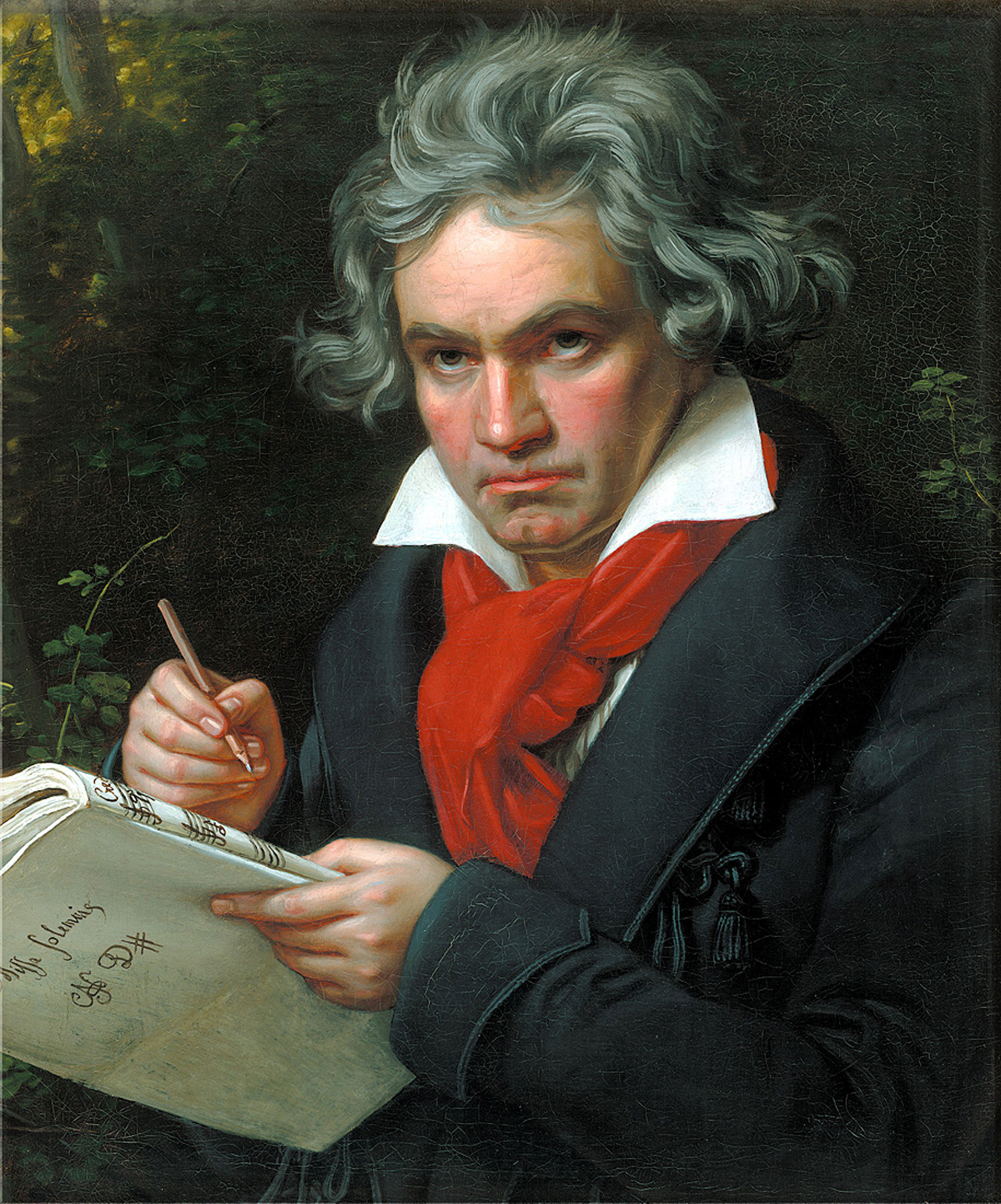
Ludwig van Beethoven (1820), por Joseph Karl Stieler.

En la literatura, se suele decir que el Romanticismo dio inicio en los años 1770-1780, con el movimiento alemán llamado Sturm und Drang. Fue principalmente influenciado por Shakespeare, las sagas folclóricas, reales o ficticias, y por la poesía de Homero. Escritores como Goethe o Schiller, cambiaron radicalmente sus prácticas, mientras en Escocia Robert Burns transcribía la poesía de las canciones populares. Este movimiento literario se reflejó de varias maneras en la música del período clásico, incluyendo la obra de Mozart en la ópera alemana, la elección de las canciones y melodías que se utilizarían en trabajos comerciales y en el incremento gradual de la violencia en la expresión artística. Sin embargo, la habilidad o interés de la mayoría de los compositores para adherirse al "Romanticismo y la revolución" estaba limitada por su dependencia a las cortes reales. Ejemplo de ello es la historia del estreno de Le nozze di Figaro de Mozart, que fue censurada por ser revolucionaria.
Incluso en términos puramente musicales, el Romanticismo tomó su sustancia fundamental de la estructura de la práctica clásica. En este período se incrementaron los estándares de composición e interpretación y se crearon formas y conjuntos estándar de músicos. Sin faltar a la razón, E. T. A. Hoffmann llamó "tres compositores románticos" a Haydn, Mozart y Beethoven. Una de las corrientes internas más importantes del clasicismo es el rol del cromatismo y la ambigüedad armónica. Todos los compositores clásicos más importantes utilizaron la ambigüedad armónica y la técnica de moverse rápidamente entre distintas tonalidades sin establecer una verdadera tonalidad. Uno de los ejemplos más conocidos de ese caos armónico se encuentra al principio de La Creación de Haydn. Sin embargo, en todas estas excursiones la tensión se basaba en secciones articuladas, un movimiento hacia la dominante o la relativa mayor y una transparencia de la textura.
Para los años 1810 se había combinado la utilización del cromatismo y la tonalidad menor, el deseo de moverse a más tonalidades para lograr un rango más amplio de música y la necesidad de un mayor alcance operístico. Mientras Beethoven fue tenido luego como la figura central de movimiento, compositores como Muzio Clementi o Louis Spohr representaban mejor el gusto de la época de incorporar más notas cromáticas en su material temático. La tensión entre el deseo de más color y el deseo clásico de mantener la estructura, conllevó a una crisis musical. Una respuesta fue moverse hacia la ópera, donde el texto podía otorgar una estructura incluso cuando no hubiera modelos formales. E. T. A. Hoffman, conocido actualmente más por sus críticas musicales, presentó con su ópera Undine (1814) una innovación musical radical. (No confundir con la de Tchaikovski de 1869). Otra respuesta a esta crisis se obtuvo mediante la utilización de formas más cortas, incluyendo algunas novedosas como el nocturno, donde la intensidad armónica en sí misma era suficiente para mover la música adelante.

### Romanticismo temprano (1815-1829)

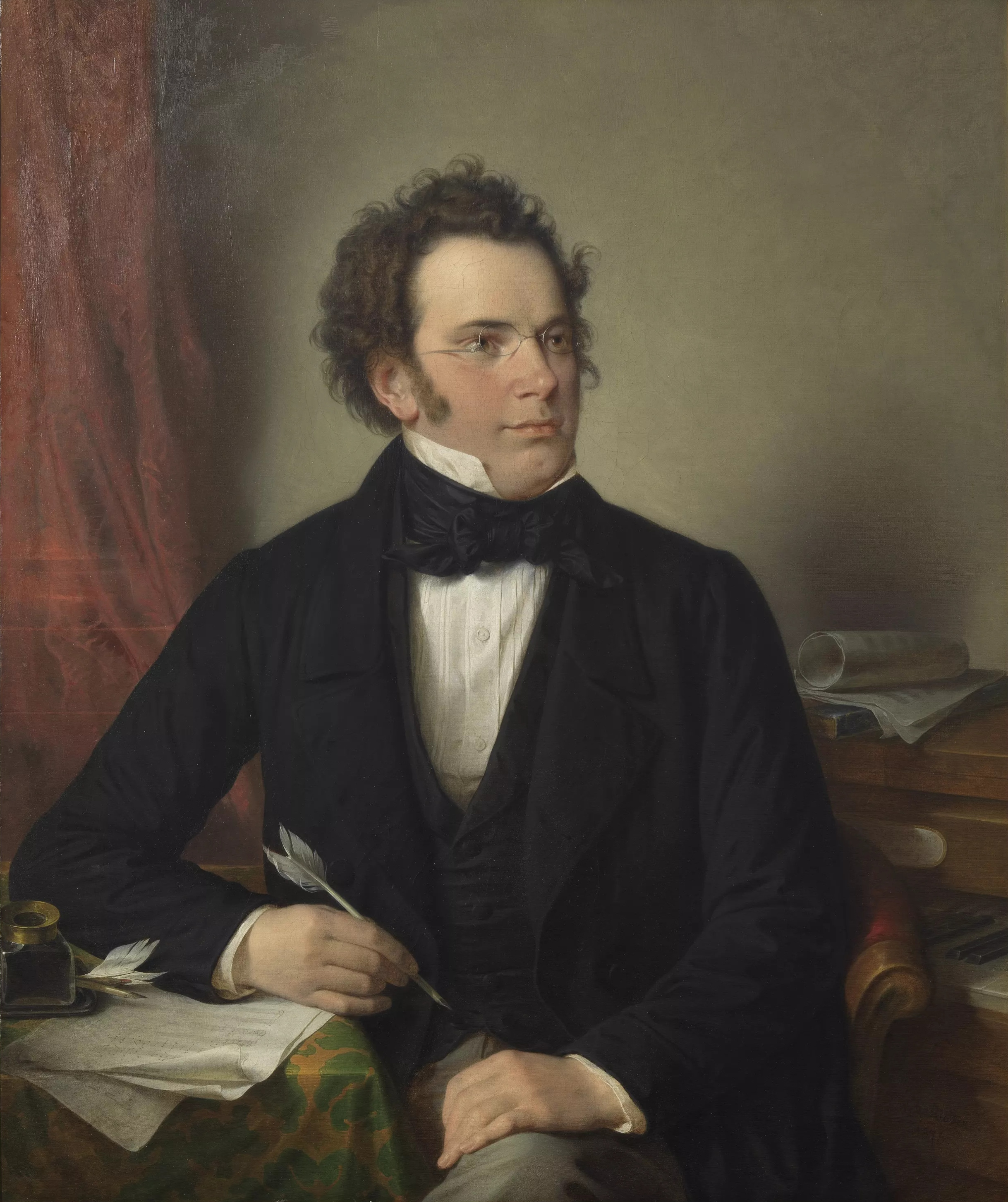
Retrato de Franz Schubert por Wilhelm August Rieder (1875).

En la segunda década del siglo XIX, el cambio a nuevas fuentes para la música, junto a un uso más acentuado del cromatismo en las melodías y la necesidad de más expresividad armónica, produjeron un cambio estilístico palpable. Las razones que motivaron este cambio no fueron meramente musicales sino también económicas, políticas y sociales. El escenario estaba preparado para una nueva generación de compositores que podía hablarle al nuevo ambiente europeo post-napoleónico.
En el primer grupo de compositores se suele agrupar a Beethoven, Louis Spohr, E. T. A. Hoffmann, Carl Maria von Weber y Franz Schubert. Estos compositores crecieron en medio de la dramática expansión de la vida concertística de finales del siglo XVIII y principios del XIX, y esto le dio forma a sus estilos y expectativas. Muchos saludaron a Beethoven como el modelo a seguir o, al menos, a aspirar. Las melodías cromáticas de Muzio Clementi y las óperas de Rossini, Cherubini, Spontini y Mehul, también ejercieron cierta influencia. Al mismo tiempo, la composición de canciones para voz y piano sobre poemas populares, para satisfacer la demanda de un creciente mercado de hogares de clase media, fue una nueva e importante fuente de entradas económicas para los compositores.
Los trabajos más importantes de esta ola de compositores románticos fueron quizás los ciclos de canciones y las sinfonías de Schubert, las óperas de Weber, especialmente El cazador furtivo, Euryanthe y Oberón. Para la época, las obras de Schubert solo se interpretaron ante audiencias limitadas y solo pudieron ejercer un impacto notable gradualmente. Por el contrario, las obras de John Field se conocieron rápidamente, en parte debido a que era capaz de componer pequeñas y "características" obras para piano y danzas.

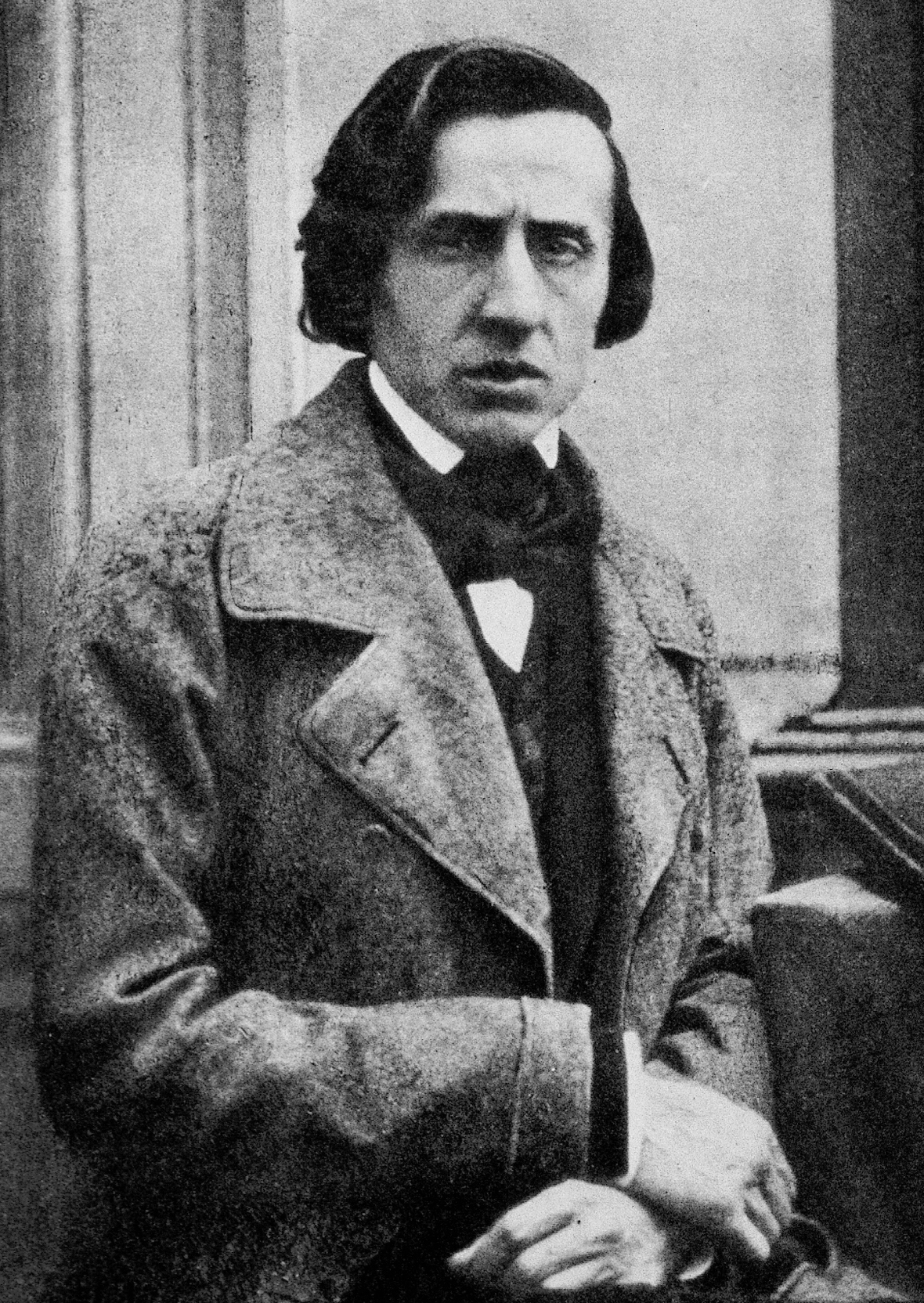
Fotografía del pianista polaco Frédéric Chopin.

### Romanticismo medio (1830-1850)
La siguiente cohorte de compositores románticos incluye a Franz Liszt, Robert Schumann, Félix Mendelssohn, Frédéric Chopin, Hector Berlioz y Johannes Brahms. Ellos nacieron en el siglo XIX e iniciaron pronto la producción de composiciones de gran valor. Mendelssohn fue particularmente precoz, escribiendo sus primeros cuartetos, un octeto para cuerdas y música orquestal antes de cumplir los veinte años. Chopin se abocó a la música para piano, incluyendo etudes (estudios) y dos conciertos para piano. Schumann compuso exclusivamente para piano hasta 1839 cuando, por consejo de su esposa comenzó a componer música solista, camerística y orquestal. Berlioz compondría la primera sinfonía notable luego de la muerte de Beethoven, la mencionada Sinfonía fantástica. Liszt compuso música orquestal, pero es conocido por innovar en la técnica del piano, sus estudios trascendentales están entre las obras que requieren mayor virtuosismo. Brahms sería considerado el sucesor de Beethoven; incluso la primera sinfonía de este sería considerada "la décima sinfonía" de Beethoven.
Al mismo tiempo se estableció lo que ahora se conoce como "ópera romántica", con una fuerte conexión entre París y el norte de Italia. La combinación del virtuosismo orquestal francés, las líneas vocales y poder dramático italianos, junto a libretos que se basaban en la literatura popular, establecieron las normas que continúan dominando la escena operística. Las obras de Vincenzo Bellini y Gaetano Donizetti fueron inmensamente populares en esta época.

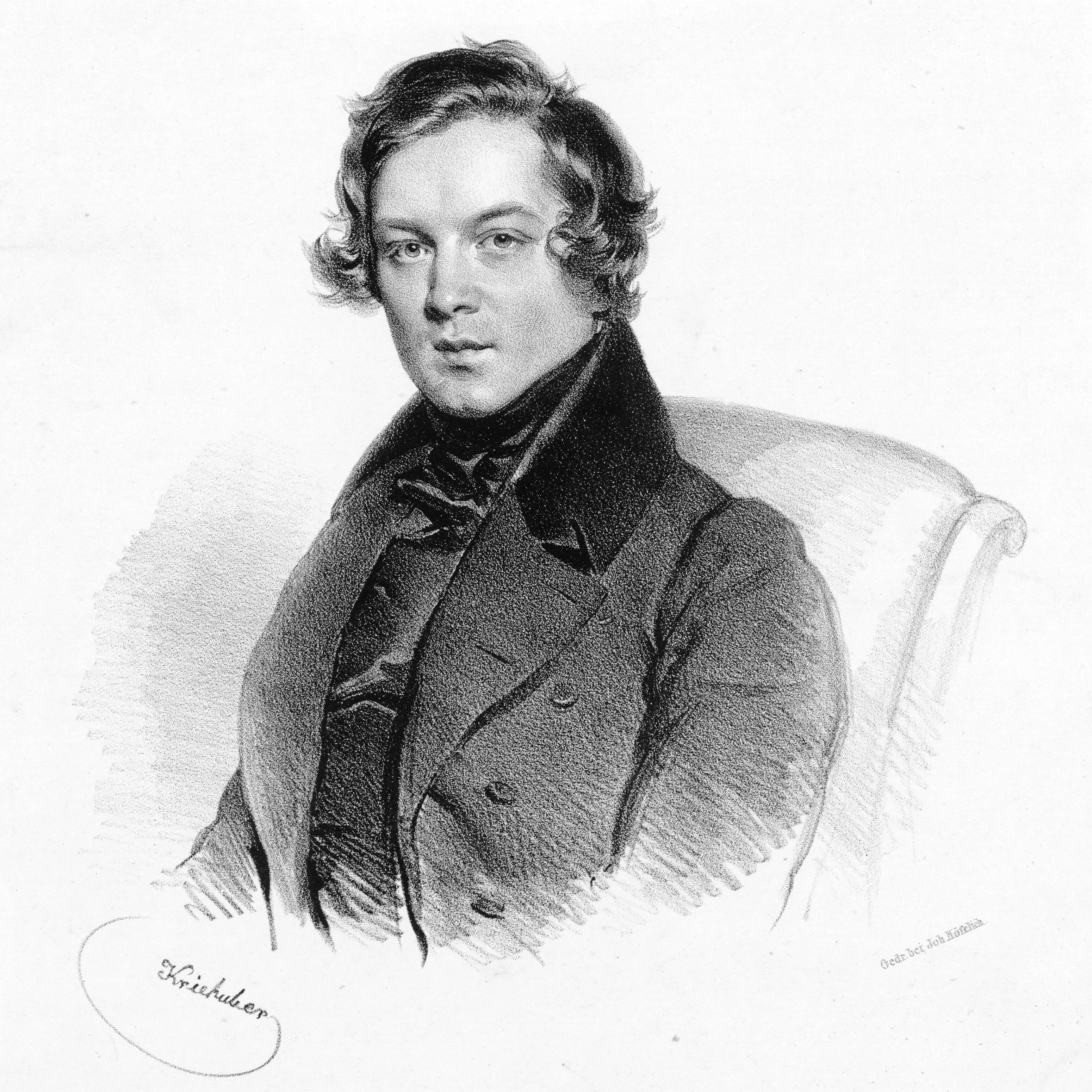
Robert Schumann en 1839

Un aspecto importante de esta parte del Romanticismo fue la amplia popularidad alcanzada por los conciertos para piano (o "recitales", como los llamaba Franz Liszt), que incluían improvisaciones de temas populares, piezas cortas y otras más largas, tales como las sonatas de Beethoven o Mozart. Una de los exponentes más notables de las obras de Beethoven fue Clara Wieck, que luego se casaría con Robert Schumann. Las nuevas facilidades para viajar que se ofrecían en la época, gracias al tren y luego al vapor, permitieron que surgieran grupos internacionales de fanáticos de pianistas virtuosos, como Liszt o Chopin. Estos conciertos se transformaron en eventos por sí mismos. Niccolò Paganini, famoso virtuoso del violín, fue pionero de este fenómeno.
Es importante notar que el Romanticismo no era el único, y ni siquiera el más importante, género musical de la época, ya que los programas de los conciertos estaban en gran medida dominados por un género post-clásico, ejemplificado por el Conservatorio de París, así como la música cortesana. Esto comenzó a cambiar con el auge de ciertas instituciones, tales como las orquestas sinfónicas con temporadas regulares.
Fue en este momento cuando Richard Wagner produjo su primera ópera exitosa, e inició su búsqueda de nuevas formas para expandir el concepto de los "dramas musicales". Wagner gustaba llamarse a sí mismo revolucionario y tenía constantes problemas con sus prestamistas y con las autoridades; al mismo tiempo se rodeó de un círculo de músicos con ideas parecidas, como Franz Liszt, con quienes se dedicó a crear la "música del futuro".
Suele indicarse que el romanticismo literario terminó en 1848, con las revoluciones que ocurrieron ese año y que marcaron un hito en la historia de Europa, o al menos en la percepción de las fronteras del arte y la música. Con el advenimiento de la ideología "realista", y la muerte de figuras como Paganini, Mendelssohn y Schumann, y el retiro de Liszt de los escenarios, apareció una nueva generación de músicos. Algunos argumentan que esta generación debería llamarse victorianos más que románticos. De hecho, los años finales del siglo XIX suelen describirse como Romanticismo tardío.

### Romanticismo tardío (1850-1870)
Al llegar a la segunda mitad del siglo XIX, muchos de los cambios sociales, políticos y económicos que se iniciaron en la era post-napoleónica, se afirmaron. El telégrafo y las vías ferroviarias unieron a Europa mucho más. El nacionalismo, que fue una de las fuentes más importantes del principio de siglo, se formalizó en elementos políticos y lingüísticos. La literatura que tenía como audiencia la clase media, se convirtió en el objetivo principal de la publicación de libros, incluyendo el ascenso de la novela como la principal forma literaria.

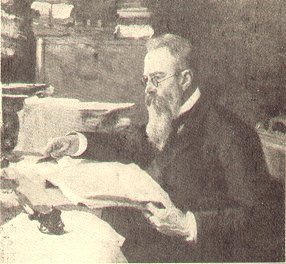
Nikolái Rimski-Kórsakov.

Muchas de las figuras de la primera mitad del siglo XIX se habían retirado o habían muerto. Muchos otros siguieron otros caminos, aprovechando una mayor regularidad en la vida concertística, y recursos financieros y técnicos disponibles. En los anteriores cincuenta años, muchas innovaciones en la instrumentación, incluyendo el piano de acción de doble escape (double escarpment), los instrumentos de viento con válvulas, y la barbada (chin rest) de los violines y violas, pasaron de ser algo novedoso a estándar. El incremento de la educación musical sirvió para crear un público más amplio para la música para piano y los conciertos de música más sofisticados. Con la fundación de conservatorios y universidades se abrió la posibilidad a los músicos de hacer carreras estables como profesores, en vez de ser empresarios que dependían de sus propios recursos. La suma de estos cambios puede verse en la titánica ola de sinfonías, conciertos y poemas sinfónicos que fueron creados, y la expansión de las temporadas de óperas de muchas ciudades y países, como París, Londres o Italia.
El período romántico tardío también vio el auge de los géneros llamados "nacionalistas" que estaban asociados con la música popular (folclórica) y la poesía de determinados países. La noción de música alemana (Bruch) o italiana (Puccini), ya estaba largamente establecida en la historia de la música, pero a partir de finales del siglo XIX se crearon los subgéneros ruso (Glinka, Músorgski, Rimski-Kórsakov, Cui, Balákirev, Borodin, Chaikovski), checo (Smetana, Dvořák), noruego (Grieg), finlandés (Sibelius), español (Albéniz, Granados), británico (Elgar, Delius) y estadounidense (Parker, Mac Dowell). Muchos compositores fueron expresamente nacionalistas en sus objetivos, buscando componer ópera o música asociada con la lengua y cultura de sus tierras de origen.

### Post-romanticismo (1870-1949)

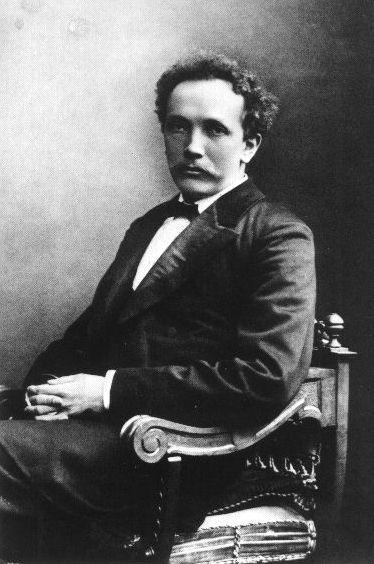
El compositor alemán Richard Strauss.

Se puede considerar un movimiento de finales del siglo XIX y principios del XX que se diferencia del Romanticismo por la exuberancia orquestal y la desmesura en los desarrollos sinfónicos, también se caracteriza por un intenso cromatismo que supera a Richard Wagner. En los compositores postrománticos se observa la melancolía que les produce la pérdida de la cultura romántica.
Los compositores más representativos de este estilo fueron Anton Bruckner, Gustav Mahler y Richard Strauss.

### El músico romántico
Por la actitud ante la sociedad y el mundo, Beethoven se convirtió en el modelo del movimiento romántico, que a la vez no dejaba de ser un modelo peligroso. Fue, ciertamente, la figura de este la que proporcionó a la era romántica el paradigma para su concepto de "Artista". Esto no hizo desaparecer la idea que se tenía de "músico" que prestaba a la sociedad un servicio directo, es decir, el canto, organista de iglesia, cantante de coro, director de orquesta de teatro y un largo etcétera.
Lo que sí está claro es que la etapa romántica dio lugar al enfrentamiento entre el "artista" y el "filisteo", como decía Robert Schumann musicalmente en su obra Carnaval. Con Beethoven se inició un período en el que las sinfonías, oratorios, música de cámara, coral y lírica, de todo tipo, e incluso las óperas, se componían sin que nadie las encargara, para un público imaginario, para el futuro y para la eternidad.
El aislamiento del músico romántico no se produjo sin un efecto retroactivo en su personalidad y en el carácter de su obra. Con anterioridad a 1800 toda composición tenía que ser susceptible de una valoración inmediata; si la desviación de las viejas costumbres, de la tradición, era excesiva, no quedaba exenta de peligros, como más de un compositor tuvo ocasión de aprender por propia experiencia. Este fue el caso de Monteverdi, Gluck, o Haydn entre otros.
Por otro lado, competir en originalidad era más la excepción que la regla. Así pues, las generaciones se sucedían. Los músicos románticos plantaron cara a la tradición, y no solo dejaron de evitar la originalidad, sino que la persiguieron y cuanto más libre de ideas preconcebidas estuviera una obra, tanto mayor era la estimación que despertaba.
La música romántica, la música del siglo XIX, aparece repleta de una sucesión de personalidades de lo más variadas, con una serie de perfiles mucho más acusados y diferenciados que en los siglos precedentes y resulta una tarea muy difícil trazar con nitidez la trayectoria de su evolución.

### Romanticismo en elsigloXX
Muchos de los compositores que nacieron en el siglo XIX y continuaron componiendo ya entrado el siglo XX, utilizaron formas que estaban en clara conexión con la era musical previa, incluyendo a Serguéi Rajmáninov, Giacomo Puccini, Richard Strauss y Kurt Atterberg. Por otro lado, muchos de los compositores que luego fueron identificados como modernistas, escribieron en sus inicios obras con un marcado estilo romántico, como por ejemplo Igor Stravinsky (es notable su ballet El pájaro de fuego), Arnold Schoenberg (Gurrelieder), y Béla Bartók (El castillo de Barba Azul). Pero el vocabulario y la estructura musical de finales del siglo XIX no se quedó allí; Ralph Vaughan Williams, Erich Korngold, Berthold Goldschmidt y Serguéi Prokófiev continuaron este género de composición más allá de 1950.

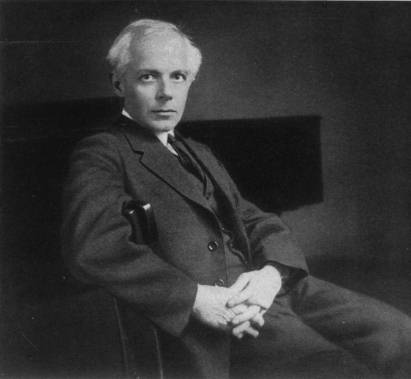
Fotografía del compositor húngaro Béla Bartók en 1927.

Aunque algunas nuevas tendencias, como el neoclasicismo o la música atonal, cuestionaron la preeminencia del género romántico, el interés por utilizar un vocabulario cromático centrado en la tonalidad, siguió presente en las obras más importantes. Samuel Barber, Benjamin Britten, Gustav Holst, Dmitri Shostakóvich, Malcolm Arnold y Arnold Bax, aunque se consideraban a sí mismos compositores modernos y contemporáneos, mostraron frecuentemente tendencias románticas en sus obras.
El Romanticismo alcanzó un nadir retórico y artístico alrededor de 1960: todo indicaba que el futuro estaría formado por géneros de composición avant garde o con algún tipo de elementos neo-clásicos. Mientras Hindemith regresaba a estilos más reconocibles en sus raíces románticas, muchos compositores se movieron en otras direcciones. Parecía que solo en la URSS o China, donde había una jerarquía académica conservadora, el romanticismo tenía un lugar. Sin embargo, a finales de 1960 se inició un revival de la música que tenía una superficie romántica. Compositores como George Rochberg pasaron de la música serial a modelos basados en Gustav Mahler, un proyecto en el que estuvo acompañado de otros como Nicholas Maw y David Del Tredici. Este movimiento se suele denominar neorromanticismo, e incluye obras tales como la Primera sinfonía de John Corigliano.
Otra área donde el género romántico ha sobrevivido, e incluso ha florecido, es en las bandas sonoras. Muchos de los primeros emigrantes que escapaban de la Alemania nazi fueron compositores judíos que habían estudiado con Mahler o sus discípulos en Viena. La partitura de la película Lo que el viento se llevó del compositor Max Steiner, es un ejemplo del uso de los leitmotivs wagnerianos y la orquestación mahleriana. La música de los filmes de la Era dorada de Hollywood fue compuesta en gran medida por Korngold y Steiner, así como Franz Waxman y Alfred Newman. La siguiente generación de compositores para el cine, compuesta por Alexander North, John Williams, y Elmer Bernstein se basó en esta tradición en la composición de la música orquestal para cine más familiar de finales del siglo XX.

### Formas musicales del Romanticismo
El período romántico musical duró de 1820 hasta 1914 por lo cual el instrumento más utilizado fue el piano, donde compositores como Chopin, Liszt, Schumann, Schubert, se dedicaron a componer un extenso repertorio basado en sonatas y conciertos. En el campo de la música sinfónica orquestal fue el Poema Sinfónico creado por Franz Liszt, era una pieza de un movimiento, libre de las ataduras de la forma y la Sinfonía Programática creada por Hector Berlioz, alcanzando su más fuerte expresión y sentido universal, alcanzando parámetros nuevos en el arte, por fuera de la música en sí misma. En el canto lírico, la forma Lied de Brahms, Mendelssohn, Liszt y Schubert, eran piezas para voz (por lo general masculinas) con acompañamiento de piano.

#### La forma en la sinfonía romántica
Desde el inicio mismo, los románticos adoptaron una actitud relajada en lo que a la forma sinfónica se refiere.
Para esta época ya se había estrenado y editado la Heroica, ese modelo de gravedad suprema que suena como un himno de las más pura estructura. Esa composición donde ningún instrumento se impone dentro del conjunto y donde todos contribuyen al objetivo sinfónico global.